# Energetyka wiatrowa na Białorusi

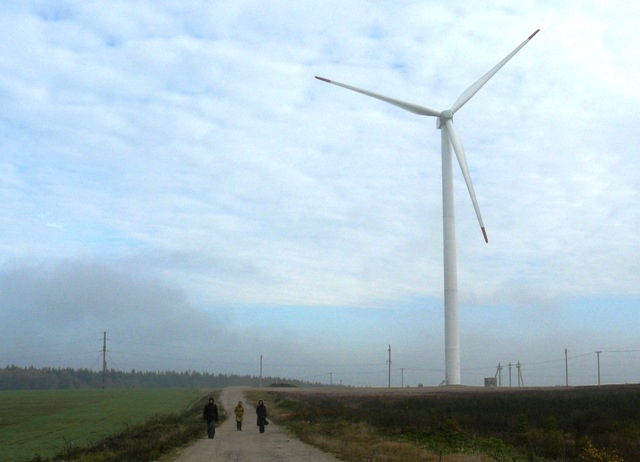
Turbina wiatrowa w Grabnikach

Energetyka wiatrowa na Białorusi miała swój początek w maju 2011 roku, kiedy uruchomiono na terytorium tego kraju pierwszy generator wiatrowy. 10 maja 2011 roku Rada Ministrów Republiki Białorusi przyjęła postanowienie nr 586, w którym zatwierdziła Narodowy Program Rozwoju Miejscowych i Odnawialnych Źródeł Energii na lata 2011–2015. W jego ramach zaplanowano rozwój energetyki wiatrowej do całkowitej mocy ok. 440–460 MW w roku 2015. W październiku 2012 roku na Białorusi znajdowało się 20 turbin, z czego działało 14.

## Prawo

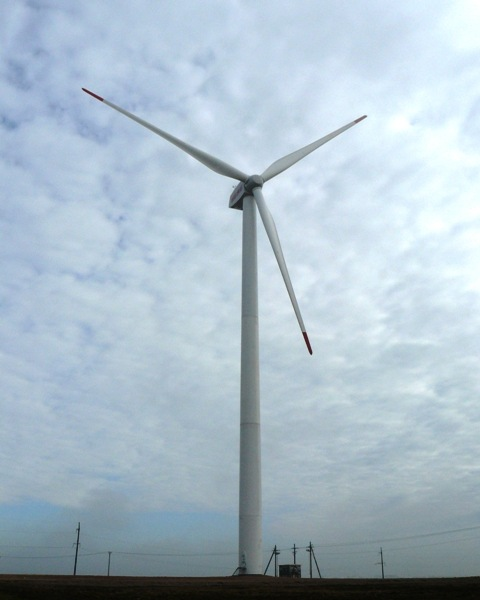
Turbina wiatrowa w Grabnikach

Białoruskie prawo zobowiązuje państwową spółkę „Biełeniergo” podłączać obiekty energetyki alternatywnej do ogólnej sieci energetycznej i skupować wyprodukowaną przez nie energię. Cena, za jaką skupuje się energię, jest wyższa niż ta, za którą „Biełeniergo” sprzedaje ją swoim odbiorcom. W przypadku energii wiatru współczynnik ten wynosi 1,3. Ma to na celu stymulację rozwoju alternatywnych źródeł energii na Białorusi w związku z drożejącymi paliwami kopalnymi, ochroną środowiska i chęcią dywersyfikacji źródeł energii w kraju. Generatory nie mogą być ustawiane na działkach rolnych. Jedynie prezydent Republiki Białorusi jest upoważniony do odralniania działek, co może zrobić na wniosek władz lokalnych. Aby zbudować turbinę należy wypełnić szereg formalności, m.in. opracować i uzgodnić odpowiedni projekt, wypełnić warunki techniczne organizacji dostarczającej energię, otrzymać w Ministerstwie Środowiska certyfikat potwierdzający pochodzenie energii elektrycznej z odnawialnych źródeł. W przypadku budowy turbin na terenach wiejskich można otrzymać ulgi dla przedsiębiorców rozwijających biznes na wsi i w małych miastach.

## Charakterystyka

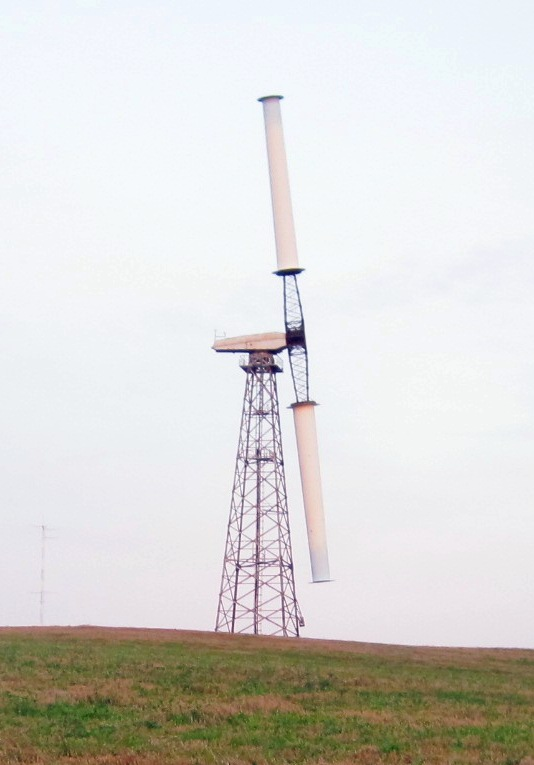
Turbina z rotorami Flettnera między Jankowcami i Wołmą

Na Białorusi znajduje się ok. 1800 lokalizacji, gdzie panują warunki wiatrowe sprzyjające do budowy generatorów. Są to przede wszystkim wzgórza, na których średnia prędkość wiatru wynosi od 5 do 8 m/s. W obwodzie grodzieńskim najkorzystniejsze warunki wiatrowe panują w rejonach nowogródzkim, smorgońskim i rejonie oszmiańskim. Pierwsza działająca elektrownia wiatrowa na Białorusi znajduje się w chutorze Grabniki, dwa kilometry od Nowogródka, na Wysoczyźnie Nowogródzkiej. Jej uruchomienie nastąpiło 20 maja 2011 roku (według innego źródła – pod koniec kwietnia). Składa się z jednej turbiny wiatrowej o wysokości masztu 81 m i długości trzech łopat wirnika 40 m. Maksymalna moc turbiny wynosi 1,5 MW, co stanowiło wówczas największą moc na całym terytorium Wspólnoty Niepodległych Państw. Jej zamawiającym była białoruska firma RUP „Grodnoenergo”, a wykonawcą – chińska firma HEAG. Koszt przedsięwzięcia, oceniany na 13 miliardów rubli białoruskich, sfinansowany został z kredytu udzielonego białoruskiej stronie przez firmę HEAG z oprocentowaniem 5% w skali roku. Białoruscy właściciele elektrowni prognozowali, że będzie ona wytwarzać ok. 3,8 miliona kilowatogodzin energii elektrycznej na rok i zwróci się w ciągu 15 lat. W planach była budowa kolejnych turbin i stworzenie do końca 2012 roku parku wiatrowego o mocy 10 MW, jednak w styczniu 2013 roku nadal pracował tylko jeden wiatrak.
Co najmniej od czerwca 2012 roku elektrownie wiatrowe wytwarzały elektryczność dla dziecięcego centrum uzdrowiskowego pod Kobryniem w obwodzie brzeskim. Administracja ośrodka podjęła decyzję o ich budowie mimo niesprzyjających w tym regionie warunków wiatrowych. Koszt budowy wyniósł 40 milionów rubli białoruskich. Docelowo moc elektrowni ma wynosić razem ok. 0,01 MW, co będzie mocą nieco przekraczającą potrzeby ośrodka.
Dwa wiatraki niewiadomych właścicieli i o nieznanej funkcji znajdują się na Wysoczyźnie Mińskiej, na wysokości ok. 300 m n.p.m., między wsiami Jankowce i Wołma w rejonie dzierżyńskim obwodu mińskiego. Większa z nich wyposażona jest w dwa rotory Flettnera zamiast tradycyjnych łopat.
Od co najmniej 2012 roku w ośrodku wypoczynkowym we wsi Krasnogórka w rejonie brasławskim, w siesowiecie Plusy pracuje turbina wiatrowa o mocy 0,13 MW. Jej właściciel używa jej do produkcji energii dla ośrodka, a nadwyżki sprzedaje państwu. Koszt budowy generatora wyniósł ponad 54 tysiące euro. W 2012 roku planował postawienie dwóch kolejnych turbin o dwa razy większej mocy.
We wsi Zanarocze w rejonie miadzielskim działają dwa generatory wiatrowe o mocy 0,4 i 0,25 MW. Według władz rejonu wytwarzana przez nie energia pokrywa potrzeby tej wsi.
Firma OOO „Tajkun” jest właścicielem trzech turbin wiatrowych w rejonie mohylewskim obwodu mohylewskiego – jednej o mocy 0,08 MW we wsi Żukowo zbudowanej w 2011 roku, i dwóch o mocy 0,4 MW każda w pobliżu osiedla typu miejskiego Połykowicze, zbudowanych między 2011 i kwietniem 2013 roku.

## Plany

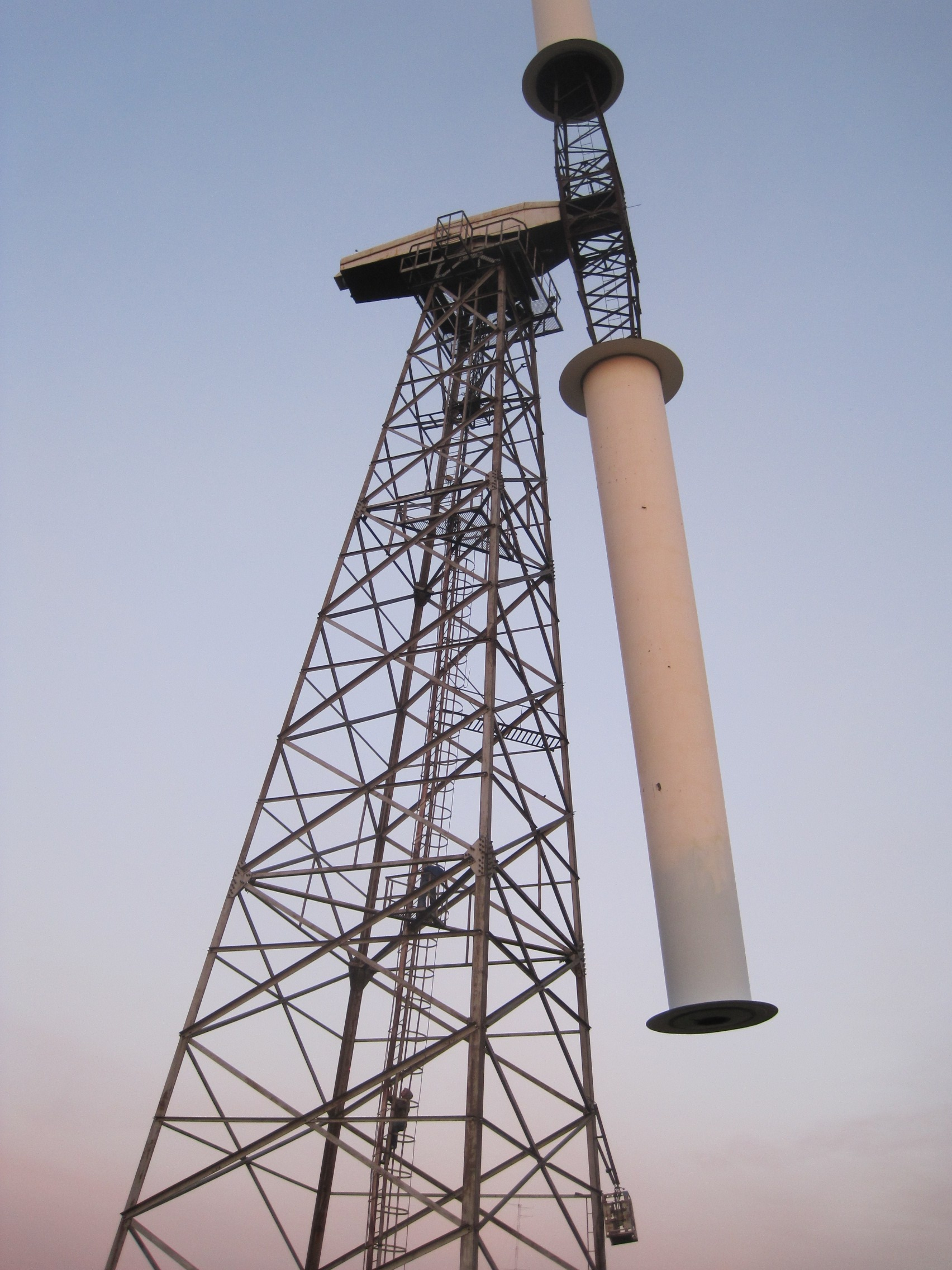
Turbina z rotorami Flettnera między Jankowcami i Wołmą

W 2012 roku firma AeroStrim planowała budowę dwóch turbin wiatrowych o mocy 1 MW każda w pobliżu wsi Krewo i Popielewicze, w rejonie smorgońskim obwodu grodzieńskiego. Inwestycja kosztować miała 3 miliardy rubli białoruskich, a uruchomienie elektrowni planowano na koniec 2013 roku.
W 2012 roku planowano zbudować w pobliżu jeziora Narocz turbinę wiatrową o mocy 1 MW. Na Wysoczyźnie Nowogródzkiej, w sąsiedztwie turbiny w Grabnikach, na początku 2013 roku planowano wznieść jeszcze 5 generatorów, docelowo tworząc farmę wiatrową o mocy sięgającej 7,5 MW. W lutym tego samego roku zawarto umowę z firmą ТАА „Enierhapark” na budowę w tym regionie dwóch turbin o mocy 1,2 MW każda. Miały one zostać wzniesione do końca 2014 roku kosztem ok. 3 miliardów białoruskich rubli. Firma „Tajkun” w 2013 roku planowała budowę w rejonie mohylewskim 5 turbin o mocach od 0,25 do 0,6 MW.

## Problemy

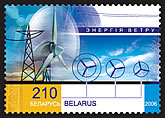
Znaczek pocztowy Białorusi z turbiną wiatrową

Jednym z problemów w rozwoju energetyki wiatrowej na Białorusi są ograniczenia pochodzące z resortów wojskowych. W 2010 roku Miński Obwodowy Komitet Wykonawczy podpisał umowę z niemiecką firmą Enertrag w sprawie budowy w pobliżu wsi Wołma w rejonie dzierżyńskim farmy wiatrowej o łącznej mocy 160 MW. Firma przez kolejne dwa lata opracowywała projekt, inwestując w przedsięwzięcie ok. 300 tysięcy euro. W drugiej połowie 2012 roku przeciwko inwestycji wystąpiło Ministerstwo Obrony Białorusi, które uznało, że turbiny wiatrowe będą zakłócać pracę radarów, obniżać sprawność obrony przeciwlotniczej i ogólnie pogarszać obronność kraju. Białoruskie władze wycofały się zatem z wybranej lokalizacji inwestycji, nie udzielając firmie finansowej rekompensaty za dotychczasowe koszty. Enertrag podjął w związku z tym decyzję o wycofaniu się z projektu i zerwaniu współpracy z Białorusią i jej władzami.
Innym ograniczeniem jest prawo, zgodnie z którym generatory nie mogą być ustawiane na działkach rolnych. W praktyce władze lokalne niezbyt chętnie kierują podania o odrolnienie działek do Administracji Prezydenta. Zdaniem niektórych przedsiębiorców procedury i formalności, które należy wypełnić przed budową, są zbyt skomplikowane. Ponadto w niektórych sytuacjach prawo nie jest dostosowane do tego rodzaju działalności. Na przykład aby otrzymać preferencje dla przedsiębiorców rozwijających biznes na wsi i w małych miastach, konieczny jest certyfikat, że przedsiębiorstwo prowadzi własną produkcję. To z kolei wymaga dokumentu o wartości wykorzystywanego w produkcji surowca. Prawo nie przewiduje w takim przypadku, że „surowcem” może być nie posiadający wymiernej ceny wiatr.

## Elektrownie wiatrowe na Białorusi
Stan z 1 października 2014
| Lp. | Miejscowość                                                                      | Lokalizacja                         | Liczba | Typ                                   | Odległość piasty od podłoża [m] | Średnica wirnika [m] | Moc znamionowa [MW] | Operator farmy                                                    | Data uruchomienia                 |
| --- | -------------------------------------------------------------------------------- | ----------------------------------- | ------ | ------------------------------------- | ------------------------------- | -------------------- | ------------------- | ----------------------------------------------------------------- | --------------------------------- |
| 1.  | Rajca                                                                            | obwód grodzieński rejon korelicki   |        |                                       |                                 |                      | 0,225               | Rolnicza Kooperatywa Produkcyjna „Switiazianka-2003”              | 25 maja 2008                      |
| 2.  | Krasnogórka                                                                      | obwód witebski rejon brasławski     | 1      | Seewind 25/132                        |                                 | 22                   | 0,132               | Przedsiębiorca indywidualny Ciareszczanka Ihar                    | 17 września 2010                  |
| 3.  | Żukowo                                                                           | obwód mohylewski rejon mohylewski   | 1      | Lagerwey LW 18/80                     | 32, 40, 43 lub 52               | 18                   | 0,08                | OOO „Tajkun”                                                      | 19 maja 2011                      |
| 4.  | Zanarocze                                                                        | obwód miński rejon miadzielski      | 2      | Nordex N29/250 Jacobs 48/600          | 36, 40 lub 50 50, 65 lub 75     | 29,7 48,4            | 0,85 (0,25 + 0,6)   | CzPUP „EkoDomStroj”                                               | 29 września 2000 29 stycznia 2002 |
| 5.  | Połykowicze 2                                                                    | obwód mohylewski rejon mohylewski   | 2      | Micon M750-100/400 kW                 | 35, 36 lub 37                   | 31                   | 0,8                 | OOO „Tajkun”                                                      | 19 marca 2012                     |
| 6.  | 200 m od wsi Kupioły                                                             | obwód mohylewski rejon mohylewski   |        |                                       |                                 |                      | 0,25                | OOO „Tajkun”                                                      |                                   |
| 7.  | Połykowicze                                                                      | obwód mohylewski rejon mohylewski   |        |                                       |                                 |                      | 0,6                 | OOO „Tajkun”                                                      |                                   |
| 8.  | Połykowicze                                                                      | obwód mohylewski rejon mohylewski   |        |                                       |                                 |                      | 0,6                 | OOO „Tajkun”                                                      |                                   |
| 9.  | Połykowicze                                                                      | obwód mohylewski rejon mohylewski   |        |                                       |                                 |                      | 0,6                 | OOO „Tajkun”                                                      |                                   |
| 10. | Zanarocze                                                                        | obwód miński rejon miadzielski      | 1      | Nordex N54                            | 60 lub 70 m                     | 54                   | 1                   | CzPUP „EkoDomStroj”                                               | 29 sierpnia 2013                  |
| 11. | AZS Nr 6, 286. km drogi Brześć – Mińsk – granica Federacji Rosyjskiej            | obwód miński rejon stołpecki        |        | Micon V750-400/100 kW                 |                                 |                      | 0,4                 | OOO „Junajtied Kompani”                                           |                                   |
| 12. | w pobliżu wsi Żukowo                                                             | obwód mohylewski rejon mohylewski   | 1      | Nordex N 29                           | 36, 40 lub 50                   | 29,7                 | 0,25                | OOO „Tajkun”                                                      |                                   |
| 13. | Krewo                                                                            | obwód grodzieński rejon smorgoński  | 2      | Micon M 1500-600                      | 40, 46 lub 56,5                 | 43                   | 1,2                 | OOO „AeroStrim”                                                   |                                   |
| 14. | w pobliżu wsi Maciejeuszczyna i Makownia                                         | obwód mohylewski rejon mohylewski   | 3      |                                       |                                 |                      | 2,25                | OOO „Notoz-inwiest”                                               |                                   |
| 15. | w pobliżu drogi Р 123 (Prisno – Mostok – Drybin – Horki), w pobliżu wsi Pudownia | obwód mohylewski rejon drybiński    | 5      |                                       |                                 |                      | 5                   | Prywatne Unitarne Przedsiębiorstwo Produkcyjne „Gazosilikat Luks” |                                   |
| 16. | Porzecze                                                                         | obwód brzeski rejon piński          | 2      |                                       |                                 |                      | 0,5                 | Przedsiębiorca indywidualny Kirpicznyj Witalij Anatoljewicz       |                                   |
| 17. | w pobliżu wsi Gierniki                                                           | obwód brzeski rejon piński          | 2      |                                       |                                 |                      | 1,2                 | OOO „EjrStrim”                                                    |                                   |
| 18. | Pudownia                                                                         | obwód mohylewski rejon drybiński    | 3      | NEG Micon NM60/1000                   | 70 lub 80 m                     | 60                   | 3 (3 × 1,0)         | Prywatne Unitarne Przedsiębiorstwo Produkcyjne „Gazosilikat Luks” |                                   |
| 19. | Makownia                                                                         | obwód mohylewski rejon mohylewski   | 2      | NEG Micon NM60/1000                   | 70 lub 80 m                     | 60                   | 2 (2 × 1,0)         | OOO „Notoz-inwiest”                                               |                                   |
| 20. | w pobliżu wsi Wodwa Stare                                                        | obwód mohylewski rejon szkłowski    | 3      | NEG Micon NM60/1000                   | 70 lub 80 m                     | 60                   | 3 (3 × 1,0)         | OOO „EkoTEK”                                                      |                                   |
| 21. | Grabniki                                                                         | obwód grodzieński rejon nowogródzki | 1      | ?                                     | 81                              | 40                   | 1,5                 | RUP „Grodnoenergo”                                                | 20 maja 2011                      |
| 22. | okolice Kobrynia                                                                 | obwód brzeski rejon kobryński       | ?      | ?                                     | ?                               | ?                    | <0,01               | dziecięce centrum uzdrowiskowe                                    | przed czerwcem 2012               |
| 23. | między wsiami Jankowce i Wołma                                                   | obwód miński rejon dzierżyński      | 2      | Aerolla VEU-250 (rotor Flettnera) (1) | ?                               | ?                    | 0,25                | ?                                                                 | 2002                              |

### Planowane
| Lp. | Miejscowość                                    | Lokalizacja                    | Liczba | Typ | Odległość piasty od podłoża | Średnica wirnika | Moc znamionowa | Operator farmy    | Data uruchomienia     |
| --- | ---------------------------------------------- | ------------------------------ | ------ | --- | --------------------------- | ---------------- | -------------- | ----------------- | --------------------- |
| 1.  | rejon nowogródzki                              | obwód miński rejon nowogródzki | 2      | ?   | ?                           | ?                | 2,4 MW         | ТАА „Enierhapark” | planowano koniec 2014 |
| 2.  | Wysoczyzna Nowogródzka, w pobliżu wsi Grabniki | obwód miński rejon nowogródzki | 5      | ?   | ?                           | ?                | 7,5 MW         | ?                 | po 2013               |